# Szabadszállás
Szabadszállás est une ville et une commune du comitat de Bács-Kiskun en Hongrie.

## Géographie
Szabadszállás se trouve à 36 km à l'ouest de Kecskemét et à 71 km au sud-sud-est de Budapest.

## Population
Recensements ou estimations de la population :
| 1870  | 1880  | 1890  | 1900  | 1910  |
| ----- | ----- | ----- | ----- | ----- |
| 5 176 | 6 295 | 6 070 | 6 947 | 7 823 |

| 1920  | 1930  | 1941  | 1949  | 1960  |
| ----- | ----- | ----- | ----- | ----- |
| 8 014 | 8 338 | 8 752 | 8 886 | 8 799 |

| 1970  | 1980  | 1990  | 2001  | 2011  |
| ----- | ----- | ----- | ----- | ----- |
| 8 223 | 7 373 | 6 858 | 6 643 | 6 013 |